# 溫格特堡 (新墨西哥州)
溫格特堡（英語：Fort Wingate）是位於美國新墨西哥州麥金萊縣的普查規定居民點。

## 人口
根據2020年美國人口普查的數據，溫格特堡的面積為0.11平方千米，皆為陸地。當地共有人口328人，而人口密度為每平方千米2,981.82人。